# Campionato del mondo sportprototipi 1980
Il Campionato del mondo marche 1980, la cui denominazione ufficiale è World Championship for Makes, è stata la 9ª edizione del Campionato del mondo sportprototipi.
Organizzato e regolamentato dalla Federazione Internazionale dell'Automobile, tramite la Federazione Internazionale Sport Automobilistico, per le vetture gruppo 5 senza limiti di cilindrata, suddivise in due divisioni. Si aggiudica il titolo la Lancia con la Beta Montecarlo Turbo.

## Regolamento
Il regolamento varato nel 1973 da Federazione Internazionale dell'Automobile e la Commissione Sportiva Internazionale prevede che dal 1976 il Campionato Mondiale Marche venga riservato alle silhouette e non più ai prototipi che disputeranno un Campionato a parte. Dal 1979 vengono ammessi nuovamente i prototipi che non possono guadagnare punti per il Campionato ma hanno la possibilità di vincere le singole prove.
Nel 1980 partecipano al Campionato le silhouette Gruppo 3, Gruppo 4, Gruppo 5 e i prototipi Gruppo 6, che non prendono punti iridati, ma in alcune gare le vetture vengono iscritte come GTX, GTU o GTO. Le vetture omologate come Gruppo 5, di fatto le uniche a lottare per il Titolo, devono essere costruite su una scocca di serie e mantenere le forme della macchina stradale da cui derivano,  telai, motori e aerodinamica non sono sottoposti a regolamenti e il peso minimo varia a seconda della cilindrata. Le Gruppo 5 sono suddivise in base alla cilindrata in Divisione 1, oltre i due litri, e Divisione 2, entro i due litri, e anche se gareggiano contemporaneamente disputano in realtà due Campionati paralleli ottenendo gli stessi punti per entrambe le Divisioni. Ottiene punti solo la prima vettura classificata di ogni squadra. Il Campionato Mondiale Marche viene assegnato alla squadra che ottiene il maggior punteggio indifferentemente dalla Divisione a cui appartiene.
Categorie e Vetture
- Gruppo 3: BMW 2002

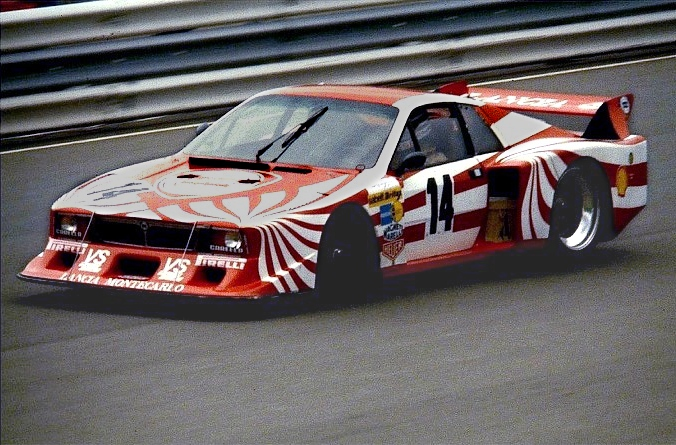
La Beta Montecarlo Turbo Lancia Corse

- Gruppo 4: Lancia Stratos, Morgan Plus 8, Porsche 934
- Gruppo 5: Alfa Romeo GTA, De Tomaso Pantera, Ferrari 308, BMW M1, BMW 320, Fiat X1/9, Ford Capri, Ford Escort, Lancia Beta Montecarlo, Lotus Esprit, Opel Ascona, Opel Kadett, Opel Monza, Porsche 911, Porsche 935, Triumph TR8
- Prototipi: Chevron B36, De Cadenet LM, Lola T279, Lola T492, Osella PA6, Osella PA7, Osella PA8, Porshe 908, Tiga SC

## Resoconto della stagione
Il Campionato Mondiale Marche del 1980 vede la sfida tra Porsche e Lancia, con BMW, Ferrari, Alfa Romeo, Opel e  Ford a fare da spettatori. La Porsche gareggia nella Divisione oltre i due litri con la 935 e la 911 mentre la Lancia schiera la Beta Montecarlo Turbo con due diverse motorizzazioni per competere in entrambe le Divisioni. 

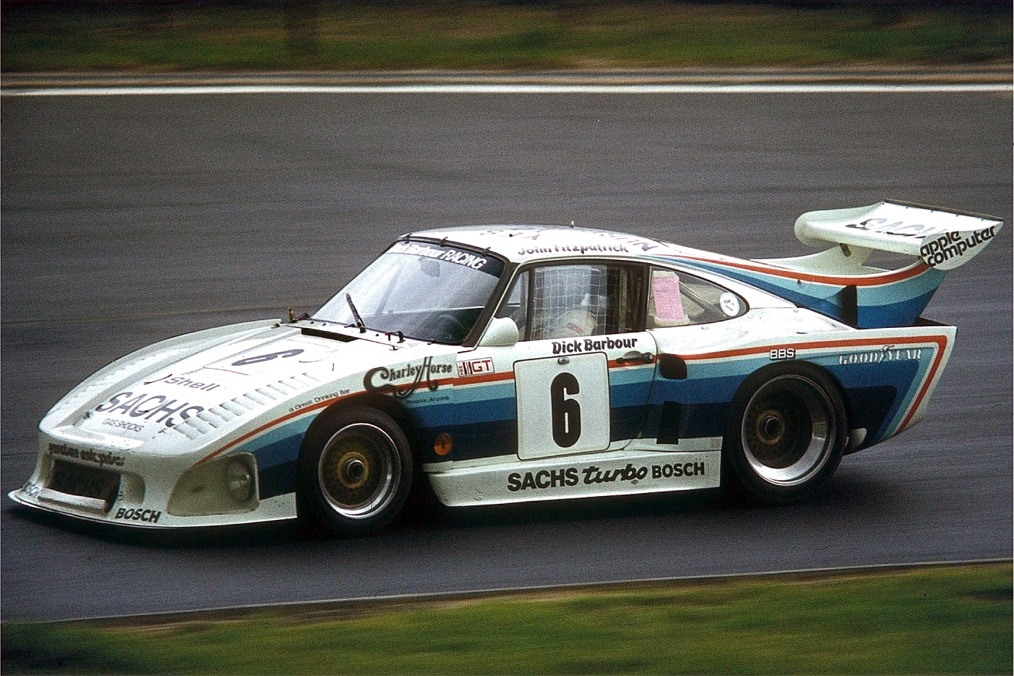
La Porsche 935

In occasione della 24 Ore di Daytona, prima prova del Campionato valida anche per il Campionato IMSA, tre Porsche 935 tagliano il traguardo nelle prime tre posizioni aggiudicandosi la vittoria nella Divisione 1 e la Lancia Beta Montecarlo vince nella Divisione 2. La Lancia centra la vittoria assoluta e di Divisione 2 alla 6 Ore di Brands Hatch dove la Porsche domina la Divisione 1. La 6 Ore del Mugello vede il trionfo della Lancia che vince la gara e la Divisione 1 con una Montecarlo dotata di un motore da 2,0 litri e la Divisione 2 con la vettura tradizionale da 1,4 litri. Il prototipo De Cadenet LM vince la 1000 km di Monza con Porsche e Lancia a completare il podio e prime rispettivamente nella Divisione 1 e 2. La De Cadenet LM vince anche la successiva 6 Ore di Silverstone dove la Montecarlo è quarta assoluta e prima in Divisione 2 davanti alla 935 vittoriosa nella Divisione 1. La 1000 km del Nürburgring vede trionfare un altro prototipo, la Porsche 908, con la 935 e la Beta Montecarlo sempre prime nelle Divisioni 1 e 2.
I prototipi dominano la 24 Ore di Le Mans con le Rondeau M379 prima e terza divise dalla Porsche 908, mentre la 935 e le Montecarlo vincono le Divisioni 1 e 2. Alla 6 Ore di Watkins Glen la Lancia ottiene la vittoria assoluta e in Divisione 2 con la Porsche prima in Divisione 1. La 6 Ore di Mosport vede ancora la vittoria assoluta e di Divisione 1 per la Porsche e di Divisione 2 per la Lancia. Il prototipo Osella PA8 vince la 6 Ore di Vallelunga dove la Lancia porta in gara la Montecarlo in due diverse motorizzazioni conquistando la vittoria in entrambe le Divisioni. L'ultima prova stagionale, la 1000 km di Dijon dove la Lancia non partecipa, viene vinta dalla Porsche 935 , prima anche in Divisione 1, mentre la BMW 320 ottiene il successo in Divisione 2.
La Porsche vince il Campionato per la Divisione 1, con nove successi, mentre la Lancia nella Divisione 2, con dieci vittorie; entrambe le squadre ottengono 160 punti ma la Lancia conquista il Campionato Mondiale Marche grazie al maggior numero di vittorie di Divisione.

## Risultati
| Nº | Data         | Gara                    | Vincitore assoluto                       | Vincitore Divisione 2                           | Vincitore Divisione 1                    | Resoconto |
| -- | ------------ | ----------------------- | ---------------------------------------- | ----------------------------------------------- | ---------------------------------------- | --------- |
| 1  | 3 febbraio   | 24 Ore di Daytona       | Porsche 935 (Joest-Stommelen-Merl)       | Porsche 935 (Joest-Stommelen-Merl)              | Lancia Beta Montecarlo (Facetti-Finotto) | Resoconto |
| 2  | 16 marzo     | 6 Ore di Brands Hatch   | Lancia Beta Montecarlo (Patrese-Röhrl)   | Porsche 935 (Cooper-Lovett-Wood)                | Lancia Beta Montecarlo (Patrese-Röhrl)   | Resoconto |
| 3  | 13 aprile    | 6 Ore del Mugello       | Lancia Beta Montecarlo (Patrese-Cheever) | Lancia Beta Montecarlo (Patrese-Cheever)        | Lancia Beta Montecarlo (Alboreto-Röhrl)  | Resoconto |
| 4  | 27 aprile    | 1000 km di Monza        | De Cadenet LM (de Cadenet-Wilson)        | Porsche 935 (Pescarolo-Barth)                   | Lancia Beta Montecarlo (Patrese-Röhrl)   | Resoconto |
| 5  | 11 maggio    | 6 Ore di Silverstone    | De Cadenet LM (de Cadenet-Wilson)        | Porsche 935 (Schornstein-Grohs)                 | Lancia Beta Montecarlo (Alboreto-Röhrl)  | Resoconto |
| 6  | 25 maggio    | 1000 km del Nürburgring | Porsche 908 (Stommelen-Barth)            | Porsche 935 (Fitzpatrick-Plankenhorn-Barbour)   | Lancia Beta Montecarlo (Patrese-Heyer)   | Resoconto |
| 7  | 14-15 giugno | 24 Ore di Le Mans       | Rondeau M379 (Rondeau-Jaussaud)          | Porsche 935 (Grohs-Schornstein-von Tschirnhaus) | Lancia Beta Montecarlo (Facetti-Finotto) | Resoconto |
| 8  | 5 luglio     | 6 Ore di Watkins Glen   | Lancia Beta Montecarlo (Patrese-Heyer)   | Porsche 935 (Fitzpatrick-Brian Redman)          | Lancia Beta Montecarlo (Patrese-Heyer)   | Resoconto |
| 9  | 17 agosto    | 6 Ore di Mosport        | Porsche 935 (Fitzpatrick-Brian Redman)   | Porsche 935 (Fitzpatrick-Brian Redman)          | Lancia Beta Montecarlo (Heyer-Röhrl)     | Resoconto |
| 10 | 7 settembre  | 6 Ore di Vallelunga     | Osella PA8 (Giorgio Francia-Marazzi)     | Lancia Beta Montecarlo (Patrese-Cheever)        | Lancia Beta Montecarlo (Pianta-Darniche) | Resoconto |
| 11 | 28 settembre | 1000 km di Digione      | Porsche 935 (Barth-Pescarolo)            | Porsche 935 (Barth-Pescarolo)                   | BMW 320 (Kristoffersen-Elgaard)          | Resoconto |

## Classifiche
La Porsche vince Il Campionato della Divisione 1 oltre i due litri mentre la Lancia nella Divisione 2 entro i due litri. Entrambe le squadre ottengono 160 punti ma la Lancia conquista il Campionato Mondiale Marche grazie alle dieci vittorie di Divisione contro le nove della Porsche.

### Gruppo 5 Divisione 1
| Pos | Costruttore | Rd 1 | Rd 2 | Rd 3 | Rd 4 | Rd 5 | Rd 6 | Rd 7 | Rd 8 | Rd 9 | Rd 10 | Rd 11 | Totale |
| --- | ----------- | ---- | ---- | ---- | ---- | ---- | ---- | ---- | ---- | ---- | ----- | ----- | ------ |
| 1   | Porsche     | 20   | 20   | (15) | 20   | 20   | 20   | 20   | 20   | 20   | (15)  | 20    | 160    |
| 2   | Lancia      |      |      | 20   |      |      |      |      |      |      | 20    |       | 40     |
| 3   | Ferrari     |      |      |      |      | 12   |      |      |      |      |       |       | 12     |
| 4   | BMW         |      |      |      |      |      |      |      | 4    |      |       |       | 4      |
| 5   | Ford        |      |      |      |      |      | 4    |      |      |      |       |       | 4      |

### Gruppo 5 Divisione 2
| Pos | Costruttore | Rd 1 | Rd 2 | Rd 3 | Rd 4 | Rd 5 | Rd 6 | Rd 7 | Rd 8 | Rd 9 | Rd 10 | Rd 11 | Totale |
| --- | ----------- | ---- | ---- | ---- | ---- | ---- | ---- | ---- | ---- | ---- | ----- | ----- | ------ |
| 1   | Lancia      | 20   | 20   | 20   | 20   | 20   | 20   | 20   | 20   | (20) | (20)  |       | 160    |
| 2   | BMW         |      |      |      |      | 15   | 12   |      |      |      | 12    | 20    | 59     |
| =3  | Porsche     |      |      |      |      |      |      |      |      |      | 15    |       | 15     |
| =3  | Fiat        |      |      |      |      |      |      |      |      |      |       | 15    | 15     |
| 4   | Alfa Romeo  |      |      |      |      |      |      |      |      |      | 10    |       | 10     |
| 5   | Ford        |      |      |      |      |      | 4    |      |      |      |       |       | 4      |
| 6   | Opel        |      |      |      |      |      |      |      |      |      |       | 1     | 1      |